# George Murray Smith
George Murray Smith (Londres, 19 de marzo de 1824 - Byfleet, Surrey, 6 de abril de 1901) fue un editor inglés, fundador de The Cornhill Magazine, influyente revista literaria de la época victoriana.

## Biografía
Fue hijo del editor George Smith (1789-1846), cofundador de la editorial victoriana Smith, Elder & Co., junto con Alexander Elder (1789–1846). 
Tomó la responsabilidad del negocio de comercio y edición de libros de su padre en 1846. Expandió las áreas de ventas y diversificó los productos, alcanzando a todo el Imperio británico. La firma también suministraba un completo catálogo de productos, dirigido a los expatriados británicos. Bajo su dirección la empresa publicó obras de famosos escritores victorianos como John Ruskin, Charles Darwin, William Makepeace Thackeray, Elizabeth Barrett Browning, Wilkie Collins, Matthew Arnold, Harriet Martineau, Anthony Trollope y Emily Brontë.
Su más importante publicación fue la primera edición del Dictionary of National Biography de 66 tomos (1885–1901), luego continuado por la Oxford University Press. 
En 1860 fundó la revista literaria ilustrada The Cornhill Magazine, publicación de gran prestigio durante la época victoriana, que en sus inicios tuvo como editor a William Thackeray. Esta revista se caracterizó por publicar novelas por entregas de autores como Anthony Trollope, Robert Browning, Arthur Conan Doyle, Alfred Tennyson, Henry James, Thomas Hardy, Thackeray, entre otros. También fundó el periódico literario Pall Mall Gazette, en 1865.
George Murray Smith es reconocido como la fuente de inspiración del personaje de Graham Bretton en Villette, novela de Charlotte Brontë.
Desde 1890 hasta su muerte, Smith vivió en un petit hôtel llamado «Somerset House», sobre Park Lane en Westminter (Londres), donde antes había residido Warren Hastings, primer Gobernador general de la India. Arrendó de por vida dicha residencia a Lady Hermione Graham, hija del 12 Duque de Somerset. La residencia pasó a ser conocida por su dirección: 40, Park Lane. Falleció en St. George's Hill, Byfleet, Surrey el 6 de abril de 1901.